# Peziza aurata
Peziza aurata är en svampart som först beskrevs av Le Gal, och fick sitt nu gällande namn av Spooner & Y.J. Yao 1995. Peziza aurata ingår i släktet Peziza och familjen Pezizaceae.   Inga underarter finns listade i Catalogue of Life.